# Royal Aberdeen Golf Club
De Royal Aberdeen Golf Club is een golfclub bij Aberdeen, aan de oostkust van Schotland.

## Club
De club werd in 1780 opgericht als de Society of Golfers at Aberdeen. Volgens de club is het de zesde golfclub ter wereld die nog bestaat. Er werd toen gespeeld op de Queen's Links in Aberdeen. De naam Aberdeen Golf Club is pas sinds 1815 in gebruik. Het predicaat 'koninklijk' is in 1903 toegekend door Eduard VII van het Verenigd Koninkrijk.

## Baan
In 1888 verhuisden de leden naar de huidige locatie bij Balgownie. Alleen de stoel van de voorzitter en de stembus voor de ballotage werden meegenomen. De nieuwe baan werd ontworpen door Archie en Robert Simpson en later wat veranderd door James Braid. De tweede baan heet de Silverburn Course.
De Balgownie Championship Links-baan loopt langs de kust van de Noordzee. De eerste negen holes lopen door de duinen, de tweede negen lopen terug door vlakker terrein. De bekendste hole is de achtste hole, waar de green door negen bunkers wordt bewaakt. De par van de baan is 72. Op deze baan is in 2005 het Seniors British Open gespeeld, en in 2011 wordt hier de Walker Cup gespeeld.
De Silverburn Baan is korter en heeft een par van 64.

## =Greenkeeper
Robert Paterson werkt al twintig jaar als (hoofd-)greenkeeper op deze baan. Alleen zijn border collies mogen de baan op. Zij vergezellen hem altijd. Twee van hen, Shep en Brodie, zijn naast de tee van hole 9 begraven. De 15-jarige Brodie overleed net voor dit Schots Open en staat in de promotiefilm die in de VS wordt vertoond. Paterson heeft nu nog alleen een blinde collie, Skye.

## Toernooien
- In 1993, 1994 en 1995 werden hier de eerste drie edities van het Scottish Senior Open gespeeld.
- In 2011 wordt hier de Walker Cup voor het eerst gespeeld. Winnaar was het team van Groot-Brittannië en Ierland.
- In 2014 komt hier het Schots Open van de Europese PGA Tour

## Bekende leden
Het bekendste lid van de club is op dit moment Richard Ramsay (1983), lid van de club sinds 1998 en winnaar van het US amateurkampioenschap in 2006, waarna hij in de Masters van 2007 de eerste ronde speelde met titelverdediger Phil Mickelson en de tweede ronde met Tiger Woods. Ook speelde hij in 2005 in de Walker Cup.